# Kate Smyth
Katherine (Kate) Harris-Smyth (Cowra - New South Wales, 22 september 1972) is een Australische langeafstandsloopster, die zich heeft toegelegd op de marathon. Zij nam eenmaal deel aan de Olympische Spelen, maar speelde daarin een bescheiden rol.

## Loopbaan
Smyth, die zich aanvankelijk op de langere afstanden op de baan had gericht, was al dertig, toen zij zich serieus bezig ging houden met het lopen van marathons. Een van de eerste waar zij aan deelnam was de marathon van Rotterdam in 2003, waar zij als achtste aan de finish kwam in 2:45.32.
Twee jaar later werd zij negende in de marathon van Chicago. Met haar tijd van 2:33.42 dwong zij selectie af voor de Gemenebestspelen, die in maart 2006 in Melbourne werden gehouden. In deze door haar landgenote Kerryn McCann gewonnen marathon kwam zij als zevende over de finish, ondanks het feit dat zij gedurende het laatste deel van de wedstrijd aan ernstige uitdrogingsverschijnselen leed.
Kate Smyth realiseerde haar beste persoonlijke tijd op de marathon van Nagano in 2008. Ze werd er tweede in 2:28.51, wat haar een plaats opleverde in de Australische ploeg voor de Olympische Spelen in Peking, later dat jaar. En zo debuteerde zij op 35-jarige leeftijd als deelneemster aan Olympische Spelen. In Peking legde zij in de olympische marathon beslag op de 44e plaats in 2:36.10, een kleine tien minuten na de nog bijna drie jaar oudere winnares Constantina Diță-Tomescu uit Roemenië.
Smyth is lid van de Glenhuntly Athletics Club.

## Titels
- Australisch kampioene halve marathon - 2005

## Persoonlijke records
| Onderdeel      | Prestatie | Datum            | Plaats       |
| -------------- | --------- | ---------------- | ------------ |
| 5000 m         | 17.01,88  | 23 februari 2007 | Melbourne    |
| halve marathon | 1:13.08   | 3 juni 2007      | Christchurch |
| marathon       | 2:28.51   | 20 april 2008    | Nagano       |

## Palmares

### 5000 m
- 2005: 7e Australische kamp. in Sydney - 17.21,34

### 10.000 m
- 2000:  Penn Relays-College in Philadelphia - 34.43,10
- 2001:  Sea Ray Relays- Invitational in Knoxville - 36.34,34
- 2004: 5e Australische kamp. in Sydney - 34.21,57
- 2005:  Inglewood - 34.12,16

### 10 km
- 2003:  Nike Women's Classic in Melbourne - 36.21
- 2004: 5e Victorian in Sandown - 36.28
- 2007:  Launceston - 34.52

### halve marathon
- 2003:  Australische kamp. - 1:18.15
- 2004:  halve marathon van Noosa - 1:15.23
- 2005:  Australische kamp. - 1:18.48
- 2006:  halve marathon van Christchurch - 1:13.11
- 2006:  halve marathon van Boulder - 1:17.10
- 2007:  halve marathon van Christchurch - 1:13.08
- 2008:  halve marathon van Duluth - 1:16.32

### marathon
- 2003: 8e marathon van Rotterdam – 2:45.32
- 2004: 20e marathon van Nagoya – 2:39.40
- 2005: 9e marathon van Chicago – 2:33.42
- 2006: 7e Gemenebestspelen in Melbourne – 2:38.30
- 2006: 14e Chicago Marathon - 2:33.39
- 2008:  marathon van Nagano – 2:28.51
- 2008: 44e OS in Peking – 2:36.10
- 2010: 7e marathon van Nagano - 2:39.27

### veldlopen
- 2000: 88e WK in Vilamoura - 31.18